# 本郷町 (浜松市)
本郷町（ほんごうちょう）は静岡県浜松市中央区の町名。丁番を持たない単独町名である。住居表示未実施。

## 地理
浜松市中央区の東部、芳川地区の中西部に位置する。東で安松町、西で参野町及び頭陀寺町、南で芳川町、北で西伝寺町と接する。

### 河川
- 芳川

### 学区
小学校・中学校の学区は以下の通りである。
- 浜松市立芳川北小学校
- 浜松市立南陽中学校

## 歴史

### 町名の由来
本郷とは、奈良時代の律令制以来、元となる郷と考えられ、開発拠点であった。この土地の素封家の「高橋家」に伝えられる由緒によると、先祖は1613年にある事件に巻き込まれ、改易（官職や身分を罪によって没収すること）された。九州日向国の延岡城主高橋元種で、元種は奥州棚倉に送られたことになっていたが、実は本郷に隠棲し、孫輔種長と改名したと伝えられている。この高橋氏の本郷城をこの地の名とした。

### 沿革
- 1876年（明治9年） - 長上郡本郷村・弥十村が周辺の村と合併し、都盛村となる[書籍 2]。
- 1889年（明治22年）4月1日 - 町村制の施行により、長上郡都盛村が周辺の村と合併して長上郡芳川村となる。旧村名は芳川村の大字として残る[書籍 3]。
- 1896年（明治29年）4月1日 - 郡制の施行により、芳川村の所属郡が浜名郡に変更となる。
- 1954年（昭和29年）7月1日 – 芳川村が浜松市に編入される。
- 2007年（平成19年）4月1日 - 浜松市が政令指定都市となる。本郷町は南区の一部となる。
- 2024年（令和6年）1月1日 - 浜松市の行政区再編により、本郷町は中央区の一部となる。

## 施設
- 浜松いわた信用金庫本郷支店
- ファミリーマート（浜松東本郷店・浜松西本郷店）
- 芳川公園
- 本郷第一公園
- 本郷第ニ公園
- 本郷第三公園
- 諏訪神社
- 臨済宗方広寺派松龍山能光寺

## 交通

### バス
- 遠鉄バス
  - 1遠州浜線：（浜松駅 方面 - ）本郷南（ - 遠州浜四丁目・遠州浜温泉 方面）
  - 6大塚線：（浜松駅 方面 - ）遠鉄ストア西伝寺店西 - 本郷北 - 本郷中 - 本郷東（ - 新貝住宅 方面）
  - 90・96掛塚線：（浜松駅 方面 - ）本郷（ - 掛塚・豊浜郵便局 方面）

### 道路
- 国道150号（掛塚街道）[書籍 4]
- 浜松市道飯田鴨江線（寺前通り）[WEB 8][WEB 9]
- 浜松市道掛塚砂山線（大浜通り）[書籍 5]
- 浜松市道本郷安松線（八幡（やはた）橋通り）[WEB 10][WEB 9]
- 浜松市道龍禅寺芳川1号線（楊子橋通り）
- 浜松市道本郷12号線（諏訪神社前通り）[WEB 10][WEB 9]
- 浜松市道本郷43号線（旧掛塚街道）[WEB 8][WEB 9]
- 浜松市道本郷45号線（旧掛塚街道（一部））[WEB 8][WEB 9]
- 浜松市道本郷50号線（旧掛塚街道（一部））[WEB 8][WEB 9]

## その他

### 警察
警察の管轄区域は以下の通りである。
| 番・番地等 | 警察署       | 交番・駐在所 |
| ---------- | ------------ | ------------ |
| 全域       | 浜松東警察署 | 芳川町交番   |

### 消防
消防の管轄区域は以下の通りである。
| 番・番地等 | 消防署   | 本署/出張所 |
| ---------- | -------- | ----------- |
| 全域       | 南消防署 | 芳川出張所  |

### 書籍
1. ↑  『わが町文化誌 水と光と緑のデルタ』浜松市南陽公民館、1991年10月22日、26頁。
2. ↑  『浜松市史 三』浜松市役所、1980年3月26日、20,21頁。
3. ↑  『浜松市史 三』浜松市役所、1980年3月26日、176頁。
4. ↑  『わが町文化誌 水と光と緑のデルタ』浜松市南陽公民館、1991年10月22日、63-65頁。
5. ↑  『わが町文化誌 水と光と緑のデルタ』浜松市南陽公民館、1991年10月22日、70,71頁。

### WEB
1. ↑  “h02_22.csv”.   総務省 (2022年2月10日). 2024年7月30日閲覧。
2. ↑  “chuouku_menseki.xlsx”.   浜松市 (2024年3月12日). 2024年7月30日閲覧。
3. ↑  “静岡県 浜松市中央区 本郷町の郵便番号 - 日本郵便”.   日本郵便. 2025年2月15日閲覧。
4. ↑  “市外局番の一覧”.   総務省 (2022年3月1日). 2024年7月30日閲覧。
5. ↑  “事業所案内及び管轄地域（事務所3件、分室3件）”.   一般社団法人静岡県自動車会議所. 2024年7月30日閲覧。
6. ↑  “住居表示実施状況／浜松市”.   浜松市 (2024年1月4日). 2024年7月30日閲覧。
7. ↑  “学校名から探す／浜松市”.   浜松市 (2024年1月1日). 2024年7月30日閲覧。
8. 1 2 3 4  “07aisyouhyoushiki-hyoushiki3.pdf”.   浜松市南陽協働センター (2024年7月5日). 2024年8月5日閲覧。
9. 1 2 3 4 5 6  “08aisyouhyoushiki-itizu.pdf”.   浜松市南陽協働センター (2024年7月5日). 2024年8月5日閲覧。
10. 1 2  “05aisyoumap-hyoushiki1.pdf”.   浜松市南陽協働センター (2024年7月5日). 2024年8月5日閲覧。
11. ↑  “芳川町交番｜静岡県警察”.   静岡県警察 (2024年1月1日). 2024年7月30日閲覧。
12. ↑  “消防署の町別管轄「ほ」／浜松市”.   浜松市 (2020年3月25日). 2024年7月30日閲覧。